# Aureli Argemí i Roca
Aureli Argemí i Roca   (Sabadell, 1 de febrer de 1936 - 1 d'abril de 2024) fou un teòleg i activista polític català. Fundà el Centre Internacional Escarré per a les Minories Ètniques i Nacionals (CIEMEN) –i en fou president emèrit–, així com fou un ferm defensor dels drets nacionals dels Països Catalans. Va ser també un referent internacional en la defensa dels drets dels pobles, dels drets lingüístics, de la pau i de la solidaritat internacional.
Era fill del doctor Joan Argemí i Lacoma i de Carme Roca Jolonch, i germà del també doctor Joan Argemí. Aureli va viure a l'Abadia de Montserrat entre 1946 i 1964, primer com a escolà i després com a monjo. Es va llicenciar en dues branques de la Teologia a la Universitat Sant Anselm de Roma i a l'Institut Catòlic de París. Entre 1965 i 1968 va ser secretari de l'abat de Montserrat Aureli Maria Escarré i Jané i el va acompanyar quan les autoritats franquistes el van obligar a exiliar-se. Ambdós es van establir a Viboldone, prop de Milà, fins que el 1968 Escarré va morir. Des d'aleshores es va establir a l'abadia de Cuixà (el Conflent). Allí va col·laborar en diverses iniciatives de la resistència antifranquista i el 1974 va fundar el CIEMEN. El 1981 va ser un dels promotors de la Crida a la Solidaritat en Defensa de la Llengua, la Cultura i la Nació Catalanes.
El 1985 va deixar la vida monàstica. Va dedicar-se més plenament a la tasca del CIEMEN des de Barcelona, i el 1988 va promoure la creació de la Conferència de Nacions Sense Estat d'Europa Occidental. El 1993 va crear la Fundació pels Drets Col·lectius dels Pobles, de la qual va ser president. El 1996 va ser cofundador de la Coordinadora d'Associacions per la Llengua catalana (CAL) i va ser un dels promotors i redactors de la Declaració Universal de Drets Lingüístics, de la qual va ser copresident del Comitè de Seguiment. El 2005 va participar en la fundació de la Plataforma pel Dret de Decidir, de la qual fou el president.
Va dirigir la revista Europa de les Nacions i el diari digital Nationalia i també el Centre Mercator Dret i Legislació Lingüístics.
Era membre del Consell Social de la Llengua Catalana, president de la secció catalana de l'Agència Europea de les Llengües Minoritzades i copresident de l'associació Diverslinguae.
El 17 d'abril de 2024, l'Ajuntament de Sabadell va aprovar el reconeixement de la ciutat a Argemí amb un carrer al seu nom i la Medalla de la Ciutat a títol pòstum. El Ple municipal va aprovar de concedir-li la medalla el 24 de febrer de 2025, la qual es va atorgar el 15 de maig del 2025.

## Obres
- 1970 - Chiesa fascista e Stato Cattolico in Spagna
- 1972 - Il carcere vaticano
- 1974 - Rivoluzione o morte, sobre el Procés de Burgos
- 1979 - I Paesi Catalani
- 1993 - Sobirania o submissió
- 2002 - Això és Europa
- 2008 - Petita història de l'abat de Montserrat Aureli M. Escarré
- 2023 - La llavor sembrada. Memòries

## Premis i reconeixements
- 2009 - Creu de Sant Jordi
- 2009 - Premi d'Actuació Cívica, de la Fundació Lluís Carulla[10]
- 2010 - Medalla d’Honor de Barcelona, de l'Ajuntament de Barcelona[10]
- 2016 - Medalla de la Província d’Udine[11]
- 2025 - Medalla de la Ciutat al Mèrit Ciutadà, a títol pòstum, de l'Ajuntament de Sabadell (24 de febrer de 2025)[9]